# Konstantin Rösch
Konstantin Rösch OFMCap (* 12. Februar 1869 in Eisenharz, heute Ortsteil von Argenbühl im Allgäu; † 23. Februar 1944 in Münster, Westfalen) war ein deutscher Theologe, Bibelübersetzer und Kapuziner.

## Wirken
Rösch wurde am 26. Februar 1893 zum Priester geweiht; ab Herbst 1895 wirkte er als Lektor der Theologie an der Ordenshochschule der Kapuziner. Im Jahr 1914 veröffentlichte Konstantin Rösch eine neue Übersetzung der vier Evangelien und der Apostelgeschichte, 1921 eine Übersetzung aller Bücher des Neuen Testaments. Rösch bemühte sich darum, den griechischen Text des Neuen Testaments möglichst genau ins Deutsche zu übertragen, ihn dabei aber zugleich für die gegenwärtigen Leser möglichst ansprechend und verständlich zu gestalten. Auch die Vulgata wird nach katholischer Tradition berücksichtigt.
1967 erschien eine in den Evangelien und der Apostelgeschichte von Johann Kapistran Bott neu bearbeitete Ausgabe der Übersetzung im Verlag Ferdinand Schöningh (Paderborn). Christoph Wollek revidierte diese Ausgabe der Schöningh´schen Bibel, also von Röschs Neuem Testament und Eugen Hennes Altem Testament, 1994 für sein Computerprogramm „Volksbibel 2000“ nochmals. Im Jahre 2022 ließ der Sarto Verlag, welcher der traditionalistischen Priesterbruderschaft St. Pius X nahesteht, eine von Matthias Gaudron und Vitus Huonder kommentierte Version der Schöningh´schen Bibel gemäß der 1936 durch kirchliche Druckerlaubnis genehmigten Ausgabe des Alten Testaments und der 1946 genehmigten des Neuen Testaments abdrucken. Diese Ausgabe benennt Christoph Wollek als linzensgebenden Rechteinhaber an beiden Texten.